# لائوس در المپیک تابستانی ۲۰۲۴
کاروان المپیکی لائوس (به‌صورت رسمی جمهوری خلق دمکراتیک لائو)، یکی از کاروان‌های شرکت‌کننده در بازی‌های المپیک تابستانی ۲۰۲۴ بود. این دوره از بازی‌ها از ۲۶ ژوئیه تا ۱۱ اوت ۲۰۲۴ (۵ تا ۲۱ امرداد ۱۴۰۳ خورشیدی) به میزبانی پاریس، پایتخت فرانسه برگزار شد. لائوس یازدهمین حضور خود را در بازی‌های المپیک تجربه می‌کرد. آنها پس از نخستین حضور در المپیک ۱۹۸۰ مسکو، المپیک ۱۹۸۴ لس آنجلس را تحریم کرده بودند. لائوس یکی از کشورهایی است که تاکنون موفق به کسب هیچ مدالی در المپیک نشده است.

## پیش‌زمینه
پیش از آغاز این دوره از المپیک، در سفارت فرانسه مراسمی به همین مناسبت برگزار شد و در آن از آسه‌آن و ورزشکاران فرانسوی دعوت شده بود تا شرکت و فعالیت در این دوره را به‌ویژه در بدمینتون، بسکتبال، بوکس، پتانک و تنیس روی میز تبلیغ کند.

## شرکت‌کنندگان
ورزشکاران این کاروان در ورزش‌های زیر به رقابت پرداختند.
| ورزش        | مردان | زنان | مجموع |
| ----------- | ----- | ---- | ----- |
| دو و میدانی | ۰     | ۱    | ۱     |
| ژیمناستیک   | ۰     | ۱    | ۱     |
| شنا         | ۱     | ۱    | ۲     |
| مجموع       | ۱     | ۳    | ۴     |